# Selección femenina de hockey sobre hierba de India

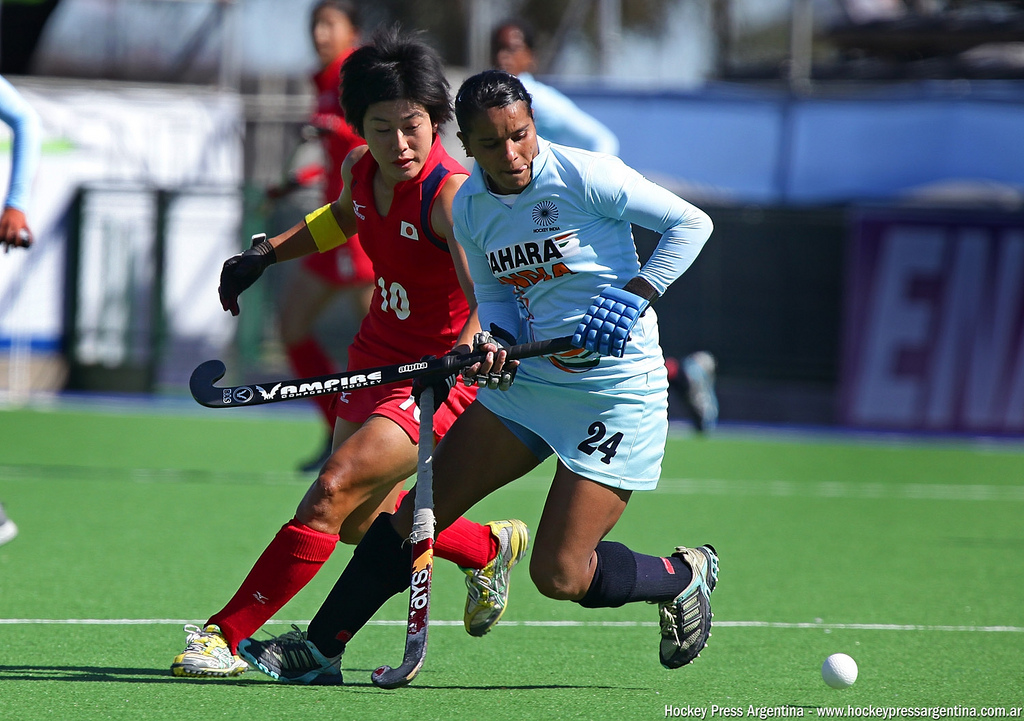
India jugando contra Japón en la Copa Mundial Femenina de Hockey sobre Hierba FIH, Rosario, Argentina, 2010

La Selección de hockey sobre césped femenina de India, conocidas como Las Chicas Doradas de Hockey, están clasificadas 10º por el Ranking Mundial de FIH.
Desde febrero del 2018, el gobierno de Odisha empezó a financiar a las dos selecciones indias de hockey sobre césped, masculina y femenina.

## Resultados

### Juegos Olímpicos
- 1980: 4.º
- 2016: 12.º
- 2020: 4.º

### Campeonato Mundial
- 1974: 4.º
- 1978: 7.º
- 1983: 11.º
- 1998: 12.º
- 2006: 11.º
- 2010: 9.º
- 2018: 8.º
- 2022: 9.º